# (4119) Miles
(4119) Miles es un asteroide perteneciente al cinturón de asteroides, descubierto el 16 de enero de 1983 por Edward Bowell desde la Estación Anderson Mesa (condado de Coconino, cerca de Flagstaff, Arizona, Estados Unidos).

## Designación y nombre
Designado provisionalmente como 1983 BE. Fue nombrado Miles en honor al astrónomo británico Howard G. Miles fundador del departamento de satélites artificiales de la Asociación Astronómica Británica.